# Initiationsritual (Mafia)
Das Initiationsritual ist in Kreisen der Mafia, bzw. diversen Verbrecherorganisationen mit mafiösen Strukturen, die rituelle Einführung eines Anwärters durch Blut- oder Treueschwüre als neues Mitglied in die jeweilige Organisation. Das erste bekannte Aufnahmeritual reicht bis ins Jahr 1877 nach Monreale (Sizilien), bei einer Art früher Mafia-Organisation namens Stuppagghiari, zurück.

## Vor der Mitgliedschaft
Traditionell wird vor einer Aufnahme eine Zeit lang das Potenzial, die Einsatzbereitschaft und Loyalität des Rekruten getestet. In einigen Fällen muss dieser, um aufgenommen zu werden, sogar einen Mord begehen, um zu beweisen, dass er kein Verdeckter Ermittler ist.

## Bekannte Beispiele für Zeremonien und Schwüre

### SizilianischeCosa NostrasowieAmerikanische Cosa Nostra

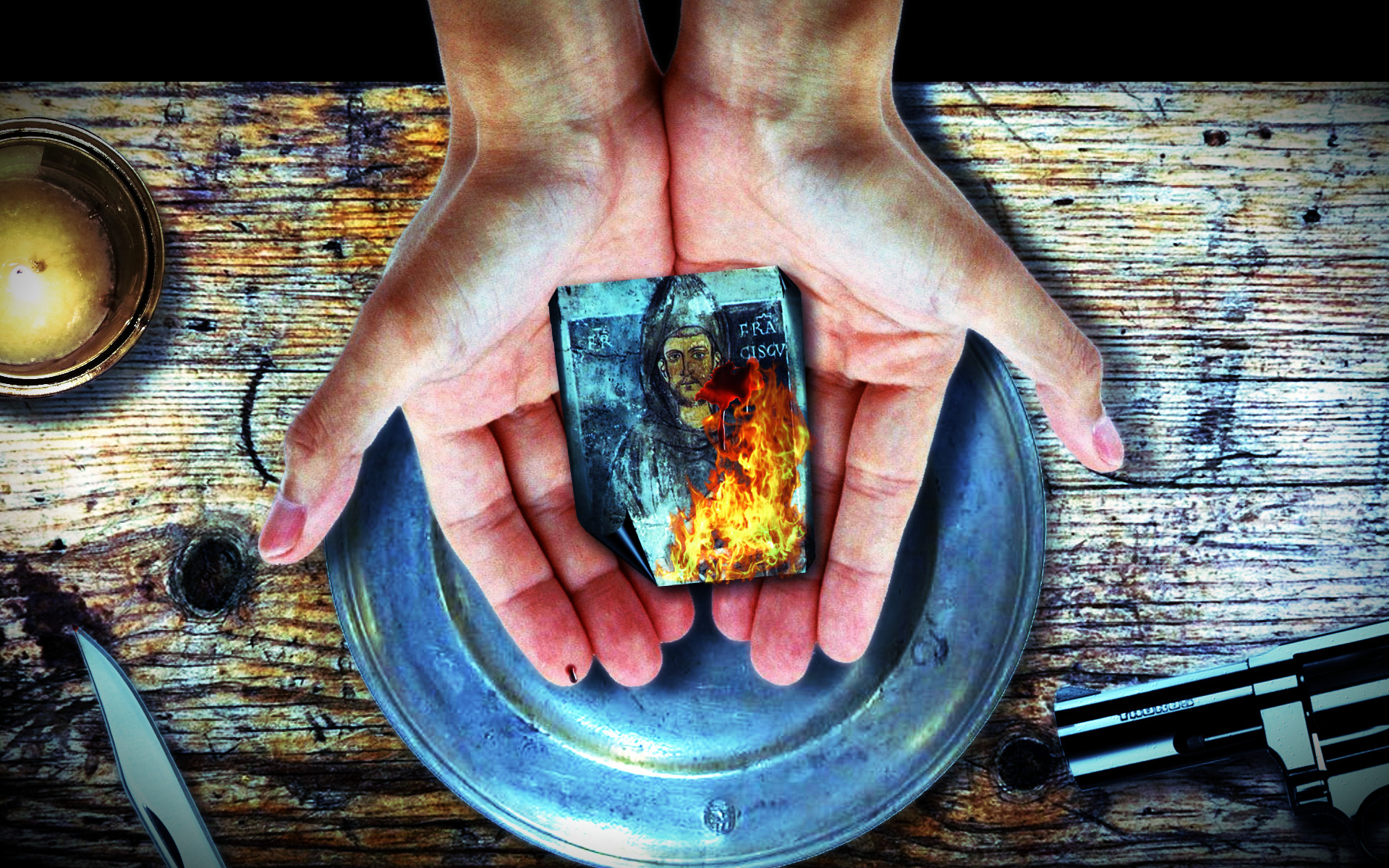
Cosa Nostra Initiationsritual

Soll ein neues Mitglied in eine Familie der Cosa Nostra aufgenommen werden, so bekommt der Anwärter (Associate) zumeist einen Anruf mit der Anordnung, sich gut gekleidet für seine Abholung bereitzuhalten. Nach seiner Abholung wird er entweder allein oder mit weiteren anerkannten Bewerbern in einen Raum gebracht, wo der Boss in Gegenwart von mindestens einem weiteren Made Man die Aufnahmezeremonie abhält. Der Familien-Boss nimmt ein neues Mitglied auf, indem er in einer Zeremonie etwas Blut vom „Abzugsfinger“ oder Daumen des neuen Mitglieds auf ein Bild eines Heiligen (zumeist Franz von Assisi oder die Jungfrau Maria) tropfen lässt, das Bild anbrennt, in dessen Hände legt und ihn dabei einen Eid ablegen und auf die sogenannte „Omertà“ schwören lässt. Der geschworene Eid kann von Familie zu Familie variieren, aber ist in der Tradition in etwa wie folgt: „As this card burns, may my soul burn in Hell if I betray the oath of Omertà“ oder „As burns this saint, so will burn my soul. I enter alive and I will have to get out dead.“
Die Mitgliedschaft ist ausschließlich Männern vorbehalten. Die erste bekannte Darstellung eines Aufnahmerituals in den Vereinigten Staaten stammt aus dem Jahr 1963 von dem Pentito namens Joe Valachi, welcher 1930 initiiert wurde.

### Kalabrische’Ndrangheta
In der Gegend um Lecco, einer Stadt nördlich von Mailand in der reichen Lombardei, ist es der Polizei im Mai des Jahres 2014 gelungen, heimlich den Initiationsritus der ’Ndrangheta bei einem Abendessen in einem Restaurant zu filmen. „Buon vespero e santa sera ai santisti“ lautet die Begrüßungsformel. Das heißt so viel wie: „Ein gutes Abendessen und eine gesegnete Nacht an unsere heiligen Brüder.“ „Santisti“ ist eine Hierarchiebezeichnung der ’Ndrangheta. Dann werden die italienischen Nationalhelden Giuseppe Garibaldi, Giuseppe Mazzini und Alfonso La Marmora aufgerufen. „In Demut nehme ich an der heiligen Gesellschaft teil. Sprecht mir nach: ,Ich schwöre, alles abzustreiten. Bis zur siebten Generation‘“, sagt der Vorsitzende. „Um die Ehre meiner weisen Brüder zu bewahren. Unter dem Licht der Sterne und der Schönheit des Mondes forme ich die heilige Kette.“ Am Ende werden erneut die drei Nationalhelden angerufen. Die neu Aufgenommenen müssen versprechen, dass sie sich bei schweren Verfehlungen entweder mit Gift umbringen oder sich erschießen werden. „Nicht die Menschen urteilen über euch, sondern ihr selbst. Ihr müsst immer eine Kugel für euch übrig haben.“ Die Schwüre unterscheiden sich von Clan zu Clan, aber geschworen wird stets auf das gleiche.

### NeapolitanischeCamorra(’o sistema)
Bei den Camorristi lautet ein Eid wie folgt: „Ich schwöre bei meiner Ehre, der Organisation treu bleiben, so wie die Organisation mir treu bleibt.“

### ApulischeSacra Corona Unita
Um zu versprechen, die Organisation über Freunde und Familie zu stellen, lautet ein Eid der Sacra Corona Unita: „Ich schwöre, Vater, Mutter, Brüder und Schwestern im Interesse der Organisation zu verleugnen.“

### Japanische Mafia bzw.Yakuza
Yakuza pflegen ein aufwändiges Aufnahmeritual, bei dem traditionelle Kleidung getragen wird und der zukünftige Kobun (jap. Sohn), bzw. das unterste Glied in der Kette, seinem Oyabun (jap. Vater) oder Kumichō (jap. Bandenchef) Treue und Loyalität, bis in den Tod zu schwören hat. Während der Zeremonie trinken sowohl der Einzuweihende als auch der Chef eine Sake-Mischung, danach tauschen sie die Becher aus und trinken aus dem Becher des jeweils anderen. Es wird angenommen, dass die Sake-Mischung das Blut beider Parteien beinhaltet, um durch den Austausch den Eingeweihten an seinen Chef zu binden wie einen Sohn an seinen Vater.

### Chinesische Mafia bzw.Triaden

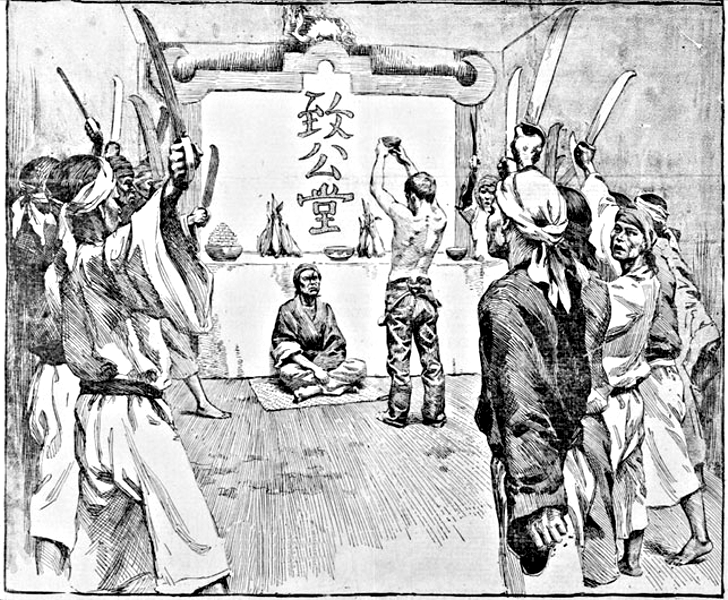
Initiationszeremonie

Ähnlich wie die Cosa Nostra oder die Yakuza, tendieren auch Triaden-Mitglieder zu Einweihungszeremonien. Eine typische Zeremonie findet an einem Guan-Yu-gewidmeten Altar, mit Weihrauch und einem Tieropfer (in der Regel ein Huhn, ein Schwein oder eine Ziege) statt. Nach dem Trinken einer Mischung aus Wein und Blut des Tieres oder des Anwärters leistet er unter einem Bogen von Schwertern die 36 Triaden-Schwüre, die Verschwiegenheit, Loyalität und verschiedenste qualvolle Tode bei Verletzung der Schwüre beinhalten. Das Papier, auf dem die Eide geschrieben stehen, wird auf dem Altar verbrannt, um die Verpflichtung des neuen Mitglieds zur Erfüllung seiner Pflichten gegenüber den Göttern zu bestätigen. Drei Finger auf der linken Hand werden als verbindliche Geste nach oben gehalten.

## In der Kunst: Initiationsrituale der Cosa Nostra
- Im Film The Mob – Der Pate von Manhattan (Witness to the Mob) wird das Aufnahmeritual von Sammy Gravano („Sammy the Bull“) verfilmt, welches von Paul Castellano („Big Paul“) ausgeführt wird.
- In der vierten Episode der sechsteiligen italienischen Mini-Serie Der Boss der Bosse (Il capo dei capi) wird das Aufnahmeritual von Giuseppe Greco („Pino“) verfilmt, welches von Salvatore Riina („Totò“) ausgeführt wird.
- Im Film Die Valachi-Papiere (Carteggio Valachi) wird das Aufnahmeritual von Joe Valachi („Joe“) verfilmt, welches von Joe Masseria („Joe“) ausgeführt wird.
- In der HBO-Serie Die Sopranos (Staffel 3, Folge 3) wird ein Aufnahmeritual zweier Gangster in der fiktiven DiMeo-Familie (Soprano-Familie) verfilmt.
- Im Film Once Upon a Time in Brooklyn wird ein Aufnahmeritual dreier Gangster in der fiktiven Carana-Familie verfilmt.